# Рада міністрів Башкирської АРСР
Рада міністрів Башкирської АРСР (Уряд Башкирської АРСР) — назва уряду Башкирської Автономної Радянської Соціалістичної Республіки з 1946 року по 1990 рік. Вищий виконавчий і розпорядчий орган державної влади автономної республіки.

## Історія
Згідно з Указом Президії Верховної Ради Башкирської АРСР «Про перетворення Ради Народних Комісарів Башкирської АРСР» від 26 березня 1946 року Рада народних комісарів була перетворена в Раду міністрів, а народні комісаріати на міністерства автономної республіки.
У 1990 році була перетворена у Раду міністрів Башкирської РСР — Башкортостану, а в 1992 році — у Раду міністрів Республіки Башкортостан.
У 1993 році перетворена в Кабінет міністрів Республіки Башкортостан, а в 2002 році в Уряд Республіки Башкортостан.

## Структура
Формувався Верховною Радою Башкирської АРСР. Рада міністрів координувала роботу міністерств, державних комітетів та інших підвідомчих органів, та здійснювала єдине міжгалузеве управління на території автономної республіки.
Рада міністрів складалася з голови, його заступника з двома помічниками, секторів (управління справами, організаційно-інструкторського, промислового, сільського господарства, культури та охорони здоров'я, спеціального, кадрів, загального) та груп (паливної, тваринництва, товарів широкого вжитку).
У 1965—1970 роках в Уряд Башкирської АРСР були введені посади референта (3 чол.) і інспектора, створені організаційно‑інструкторський, сільського господарства, промисловості, побутового обслуговування і торгівлі, культури, освіти та охорони здоров'я, загальний відділи.
У 1970 році до складу Ради міністрів входили міністри (побутового обслуговування населення, внутрішніх справ, житлово-комунального господарства, охорони здоров'я, культури, лісового господарства, меліорації та водного господарства, місцевої промисловості, освіти, сільського господарства, соціального забезпечення, паливної промисловості, торгівлі, фінансів, юстиції), голови державних комітетів (народного контролю, із телебачення і радіомовлення, безпеки), голови державних комісій (планової, об'єднання «Сільгосптехніка»), начальники управлінь (кінофікації, архівного, у справах видавництв, поліграфії та книжкової торгівлі, у справах будівництва і архітектури, використання трудових ресурсів, постачання та збуту), начальник відділу цін.

## Голови Ради міністрів Башкирської АРСР
- Уразбаєв Насир Рафікович (1946—1951)
- Набіуллін Валей Габейович (1951—1962)
- Акназаров Зекерія Шарафутдинович (1962—1986)
- Міргазямов Марат Парісович (1986—1992)[1]